# Liam Gallagher
William John Paul Gallagher (født 21. september, 1972), bedre kendt som Liam Gallagher, er en engelsk sanger og sangskriver. Han opnåede berømmelse som forsanger i rockbandet Oasis fra 1991 til 2009, og var senere med i bandet Beady Eye fra 2009 til 2014, før han startede en succesfuld solokarriere i 2017. Gallagher er en af de mest genkendelige ansigter i britisk rockmusik, og er særligt kendt for sin særprægede syngestil og ligefremme personlighed.

## Opvækst
Gallagher blev født i Longsight-området i Manchester den 21. september 1972, søn af de irske immigrantforældre Peggie og Thomas Gallagher. Som den yngste af tre børn har han to ældre brødre, Paul og Noel. Kort efter hans fødsel flyttede familien til Ashby Avenue og derefter Cranwell Drive i Manchester-forstaden Burnage. Som det ældste barn fik Paul sit eget soveværelse, mens Liam måtte dele sit soveværelse med Noel. Da Liam var 10, tog Peggie ham og hans brødre og forlod Thomas, som hun blev skilt med fire år senere.
Gallagher blev uddannet på St. Bernard's RC Primary School og Barlow Roman Catholic High School i Didsbury. På trods af rygter om, at han blev udvist da han var 16 år for at slås, blev han suspenderet i tre måneder. Han vendte derefter tilbage til skolen, hvor han afsluttede sit sidste semester og fik fire GCSE'er i 1990.
Han foretrak sport i en ung alder frem for musik, som han faktisk havde ingen interesse i. I sine teenageår fik han et slag i hovedet med en hammer af en elev fra en anden skole, som Liam tit anerkender for at have ændret sin holdning til musik. Efter denne hændelse blev han interesseret i tanken om at slutte sig til et band. Han blev sikker på sin evne til at synge og begyndte at lytte til bands som The Beatles, The Stone Roses, The La's, The Who, The Kinks, The Jam og T. Rex. Han blev besat af The Beatles' John Lennon og ville senere sarkastisk hævde at være Lennon reinkarneret, på trods af at han blev født otte år før Lennons død. Liam og Noel deltog i en The Stone Roses koncert på International 2 i 1988; begge brødre hævder, at hvis de ikke var gået til den koncert, ville Oasis aldrig være sket.
Liam ville også hjælpe Noel med sit job som roadie for Inspiral Carpets og arbejdede selv som skatteopkræver for HM Revenue and Customs.  

## Karriere

### Oasis (1991-2009), Beady Eye (2009-2014)
Liam Gallagher sluttede sig til bandet "The Rain" som vokalist, i start 90'erne. Han var bandets medsangskriver sammen med guitaristen Paul "Bonehead" Arthurs, indtil Noel senere overtog. Efter gensidig aftale gennemgik bandet et navneskifte til "Oasis", og det var ved et af deres sjældne koncerter i 1991 på The Boardwalk i Manchester, at Liams bror, Noel, der for nylig var vendt tilbage fra at turnere internationalt som roadie for Inspiral Carpets, så dem optræde. Noel blev oprindeligt bedt om at være deres manager, men han takkede nej. Han sluttede sig dog efterfølgende til bandet som deres leadguitarist og sangskriver.
I 1993 spillede Oasis et sæt med fire sange på King Tut's Wah Wah Hut i Glasgow, hvor Alan McGee fra Creation Records så dem optræde og underskrev dem for en kontrakt på seks albummer. Bandets debutalbum “Definitely Maybe” blev udgivet den 28. august 1994, og blev det hurtigst sælgende britiske debutalbum nogensinde. Liam blev rost for sine bidrag til albummet, og hans attitude fik opmærksomhed fra den britiske tabloidpresse, som ofte skrev historier om hans berygtede stofbrug og adfærd.
Deres andet album, (What's the Story) Morning Glory? (1995), nåede toppen af albumhitlisterne i mange lande, og deres tredje studiealbum, Be Here Now (1997), blev det hurtigst sælgende album på den britiske hitliste. Britpop faldt til sidst i popularitet, og Oasis formåede ikke at genoplive den; dog toppede alle deres efterfølgende album de britiske hitlister, og de fortsatte med at turnere og spillede koncerter for millioner af mennesker over hele verden, men især i Europa og Sydamerika.
I august 2009, efter Noels afgang fra Oasis, ville Gallagher og de resterende bandmedlemmer fortsætte med at danne Beady Eye, med hvem han udgav to studiealbummer, før de gik i opløsning i 2014.

### Solokarriere (2017-nu)
I 2017 begyndte Gallagher sin solokarriere med udgivelsen af sit debut-soloalbum, "As You Were" (2017), som viste sig at være en kritisk og kommerciel succes. Det toppede UK Albums Chart og var det niende hurtigst sælgende debutalbum i 2010'erne i Storbritannien, med over 103.000 solgte enheder i den første uge. I 2018 blev albummet certificeret platin med over 300.000 solgte enheder i Storbritannien. Hans andet album, "Why Me? Why Not", modtog for det meste positive anmeldelser og toppede de britiske hitlister ved udgivelsen i september 2019. Dette gjorde det til hans tiende album, der toppede hitlisten inklusive otte med Oasis, og det blev også den hurtigst sælgende vinyl i 2019. I marts 2010 blev han kåret som den største frontmand gennem tiderne i en læsermåling fra Q magazine og i 2019 modtog han MTV Europe Music Award for "Rock Icon". Liams tredje album, "C'mon You Know", blev udgivet i 2022 og blev hans fjerde soloalbum til debut på #1 på UK Albums Chart.

## Privatliv

### Navn
Gallagher blev registreret efter fødslen med navnet William John Paul Gallagher. Han er normalt kendt som Liam Gallagher, hvor Liam er en forkortet version af William.

### Parforhold og relationer
Den 7. april 1997 giftede Gallagher sig med skuespillerinden Patsy Kensit på Marylebone Town Hall. To måneder senere startede han en affære med sangerinden Lisa Moorish i Los Angeles, og hun fødte en datter ved navn Molly den 26. marts 1998. Gallagher mødte først Molly i maj 2018, hvorefter han udtrykte håb om, at han ville have en fortsat tilstedeværelse i hendes liv. Molly ville senere ændre sit efternavn på sine sociale medieprofiler fra "Moorish" til "Moorish-Gallagher".
Gallagher og Kensits søn, Lennon Francis Gallagher, blev født den 13. september 1999. Parret blev skilt i 2000. Gallaghers anden søn, Gene Gallagher, blev født af den canadiske sangerinde Nicole Appleton den 2. juli 2001. Efter at have været sammen i næsten otte år, giftede Gallagher og Appleton sig den 14. februar 2008, også på Marylebone Town Hall.
Fra 2011 til 2012 havde Gallagher en affære med journalisten Liza Ghorbani, som fødte en datter ved navn Gemma i januar 2013. Han blev skilt fra Appleton i april 2014, og affæren blev offentligt afsløret fem måneder efter at han var skilt fra Appleton. Omkring samme år begyndte han at date sin personlige assistent Debbie Gwyther, som hjalp ham med at vende tilbage til at lave musik.
Hans forhold til hans bror, Noel, forværredes yderligere efter det alvorlige økonomiske pres som følge af Liams skilsmisse- og familieretsforlig, og igen da Liams anmodninger om at Noel skulle deltage i en Oasis-genforening for at hjælpe ham med at rejse penge blev ignoreret. I 2019 roste han alle sine børns mødre for at opdrage børnene til at være "gode mennesker".
Under en ferie på Amalfikysten i august 2019 friede Gallagher til Debbie Gwyther. Parret havde tænkt sig at gifte sig i Italien i sommeren 2020, men Gallagher meddelte i juni 2020, at brylluppet var blevet udsat på grund af COVID-19-pandemien.

### Helbred
Gallagher afslørede i 2019, at han var begyndt at lide af gigt i hofterne og gennemgik i begyndelsen af 2023 en hofteoperation. Han lider også af psoriasis samt Hashimoto's thyroiditis.
- Wikimedia Commons har flere filer relateret til Liam Gallagher
- Oasis' officielle hjemmeside

1. ↑  Navnet er anført på engelsk og stammer fra Wikidata hvor navnet endnu ikke findes på dansk.
2. ↑  Navnet er anført på engelsk og stammer fra Wikidata hvor navnet endnu ikke findes på dansk.